# Dipsadoboa werneri
Espèce
Synonymes
- Dipsas obtusa Werner, 1895
- Leptodira werneri Boulenger, 1897
- Dipsadomorphus reticulatus Werner, 1909

Dipsadoboa werneri est une espèce de serpents de la famille des Colubridae.

## Répartition
Cette espèce est endémique des monts Usambara en Tanzanie.

## Description
Dans sa description Boulenger indique que le spécimen en sa possession mesure 37 cm dont 8,5 cm pour la queue. Son dos est gris brun pâle, uniforme au niveau de la tête et dans la partie antérieure du corps et présentant des taches sombres dans sa partie postérieure et sur la queue. Sa face ventrale est blanc jaunâtre ainsi que sa lèvre supérieure.

## Étymologie
Son nom d'espèce lui a été donné en l'honneur de Franz Werner qui présenta le spécimen au British Museum.

## Publication originale
- Boulenger, 1897 : Description of a new Snake from Usambara, German East Africa. Annals and Magazine of Natural History, ser. 6, vol. 19, p. 281 (texte intégral).